# Jerusalem-distriktet
Jerusalem-distriktet er et af de seks administrative distrikter i Israel. Distriktets areal er 652 km² (inkluderet Østjerusalem, som er blevet administreret af Israel siden 1967). 68,4 % af befolkningen er jøder og 29,8 % arabere (af den ikke-jødiske del af befolkningen er 28,3 % muslimer, 1,8 % kristne og 1,4 % ikke religionklassificeret). Distriktets hovedby er Jerusalem.
| Byer                                      | Kommunestyre                                                                 | Distriktsstyre |
| ----------------------------------------- | ---------------------------------------------------------------------------- | -------------- |
| - Jerusalem ירושלים - Bet Shemesh בית שמש | - Abu Ghosh אבו גוש - Mevaseret Zion מבשרת ציון - Kiryat Ye'arim קריית יערים | - Matte Yehuda |